# Advanced Vector Extension
Con il nome di Advanced Vector Extension (abbreviate in AVX) viene indicato un instruction set SIMD proposte e sviluppate da Intel, annunciate durante l'Intel Developer Forum del 2008, e che segue alle SSE4 grazie all'architettura di decima generazione conosciuta come Sandy Bridge, successiva a Nehalem.

## Caratteristiche tecniche
Queste istruzioni prevedono l'introduzione di vettori a 256 bit (a differenza di quelli a 128 bit usati precedentemente) che consentiranno di ottenere un raddoppio dei calcoli in virgola mobile e migliorare l'organizzazione dei dati, rendendola più efficiente; le istruzioni a 128 bit verranno comunque eseguite sfruttando la metà inferiore dei nuovi registri ed è probabile una futura ulteriore espansione a 512 bit o addirittura 1024 bit.
Inoltre, il limite di istruzioni con al più 2 operandi verrà esteso fino a 3 operandi in maniera non distruttiva qualora il registro di destinazione sia differente dai 2 registri sorgente: ciò significa che ad esempio l'operazione {\displaystyle a=a+b} verrà rimpiazzata da {\displaystyle c=a+b} in modo che il registro {\displaystyle a} rimanga inalterato dopo l'esecuzione dell'istruzione.

### Benefici nelle applicazioni
Le applicazioni che dovrebbero trarre i maggiori benefici dovrebbero essere quelle di tipo multimediale, in particolare quelle di modellazione 3D e di calcolo scientifico, anche in virtù del fatto che la scalabilità in relazione al numero di core del processore dovrebbe essere massima, e questo tipo di applicazioni sono proprio quelle che sono comunque in grado di avvantaggiarsi di un alto numero di core.
Le istruzioni AVX dovrebbero consentire inoltre di accelerare i calcoli relativi alla criptazione AES.

## Advanced Vector Extensions 2
Advanced Vector Extensions 2 (AVX2), noto anche come Haswell New Instructions, è un'espansione del set di istruzioni AVX introdotto nella microarchitettura Haswell di Intel.
AVX2 apporta le seguenti aggiunte:
- espansione della maggior parte delle istruzioni SSE e AVX a 256 bit.
- manipolazione e moltiplicazione dei bit per uso generale a tre operandi
- raccogliere il supporto, consentendo il caricamento di elementi vettoriali da posizioni di memoria non contigue
- DWORD- e QWORD- a qualsiasi permanente
- spostamenti vettoriali

A volte un'altra estensione che utilizza un diverso flag cpuid è considerata parte dell'AVX2; queste istruzioni sono elencate nella propria pagina e non di seguito:
- supporto FMA a tre operandi (FMA3)

### Nuove istruzioni
| Istruzioni                                             | Descrizione |
| ------------------------------------------------------ | --- |
| VBROADCASTSS, VBROADCASTSD                             | Copiare un operando di registro a 32 o 64 bit su tutti gli elementi di un registro vettoriale XMMM o YMMM. Queste sono versioni di registro delle stesse istruzioni nell'AVX1. Non esiste tuttavia una versione a 128 bit, ma lo stesso effetto può essere ottenuto semplicemente utilizzando VINSERTF128. |
| VPBROADCASTB, VPBROADCASTW, VPBROADCASTD, VPBROADCASTQ | Copiare un registro intero a 8, 16, 32 o 64 bit o un operando in memoria su tutti gli elementi di un registro vettoriale XMMM o YMMM. |
| VBROADCASTI128                                         | Copiare un operando di memoria a 128 bit su tutti gli elementi di un registro vettoriale YMMM. |
| VINSERTI128                                            | Sostituisce la metà inferiore o superiore di un registro YMMM a 256 bit con il valore di un operando sorgente a 128 bit. L'altra metà della destinazione rimane invariata. |
| VEXTRACTI128                                           | Estrae la metà inferiore o superiore di un registro YMMM a 256 bit e copia il valore in un operando di destinazione a 128 bit. |
| VGATHERDPD, VGATHERQPD, VGATHERDPS, VGATHERQPS         | Raccoglie valori in virgola mobile a singola o doppia precisione utilizzando indici e scale a 32 o 64 bit. |
| VPGATHERDD, VPGATHERDQ, VPGATHERQD, VPGATHERQQ         | Raccoglie valori interi a 32 o 64 bit utilizzando indici e scale a 32 o 64 bit. |
| VPMASKMOVD, VPMASKMOVQ                                 | Legge condizionalmente un qualsiasi numero di elementi da un operando di memoria vettoriale SIMD in un registro di destinazione, lasciando i restanti elementi vettoriali non letti e azzerando gli elementi corrispondenti nel registro di destinazione. In alternativa, scrive condizionalmente un qualsiasi numero di elementi da un operando del registro vettoriale SIMD ad un operando a memoria vettoriale, lasciando invariati i restanti elementi dell'operando in memoria. |
| VPERMPS, VPERMD                                        | Mescolare gli otto elementi vettoriali a 32 bit di un operando sorgente a 256 bit in un operando di destinazione a 256 bit, con un registro o un operando di memoria come selettore. |
| VPERMPD, VPERMQ                                        | Mescolare i quattro elementi vettoriali a 64 bit di un operando sorgente a 256 bit in un operando di destinazione a 256 bit, con un registro o un operando di memoria come selettore. |
| VPERM2I128                                             | Mescolare i quattro elementi vettoriali a 128 bit di due operandi sorgente a 256 bit in un operando di destinazione a 256 bit, con una costante immediata come selettore. |
| VPBLENDD                                               | Versione immediata a doppia parola delle istruzioni PBLEND di SSE4. |
| VPSLLVD, VPSLLVQ                                       | Spostamento logico a sinistra. Permette spostamenti variabili in cui ogni elemento viene spostato in base all'input confezionato. |
| VPSRLVD, VPSRLVQ                                       | Spostare logico a destra. Permette spostamenti variabili in cui ogni elemento viene spostato in base all'input confezionato. |
| VPSRAVD                                                | Spostare aritmeticamente a destra. Permette spostamenti variabili in cui ogni elemento viene spostato in base all'input confezionato. |

### CPU con AVX2
- Intel
  - Haswell, Q2 2013
  - Haswell E, Q3 2014
  - Broadwell, Q4 2014
  - Broadwell E, Q3 2016
  - Skylake, Q3 2015
  - Kaby Lake, Q3 2016 (ULV mobile) / Q1 2017 (desktop/mobile)
  - Skylake-X, Q2 2017
  - Coffee Lake, Q4 2017
  - Cannon Lake, previsto nel 2018
  - Cascade Lake, previsto nel 2018
  - Ice Lake, previsto nel 2018
- AMD
  - Excavator e successivi, Q2 2015
  - Zen, Q1 2017
  - Zen+, Q2 2018